# Регенсдорф
Регенсдорф (нем. Regensdorf) — город в Швейцарии, в кантоне Цюрих. 
Входит в состав округа Дильсдорф. Население составляет 15 931 человек (на 2008 год). Официальный код — 0096.
На границе Регенсдорфа и районом 11 Цюриха расположено озеро Катцензе.